# 天船基地
天船基地（拉丁語：Statio Tianchuan），位于月球风暴洋吕姆克山以北，是嫦娥五号的着陆点，位于43.06 °N、51.92 °W，2021年5月被命名为“天船基地”。

## 命名
该命名由中国提议，以中国古代星官名天船为名，并获国际天文学联合会批准。

## 着陆
2020年12月1日，嫦娥五号在天船基地着陆。